# Chris Bruckert
Christine "Chris" Bruckert, född 1 oktober 1960, är en kanadensisk sociolog och kriminolog. Hon är professor vid University of Ottawa. Hennes forskning berör oftast de olika sidorna av sexbranschen men även arbetsplatsbaserat våld och våld i nära relationer.

## Biografi

### Bakgrund och akademisk karriär
Bruckert studerade mellan 1984 och 1998 på University of Ottawa. Där avlade hon 1990 filosofie kandidatexamen i kriminologi och året efter masterexamen i samma ämne. 2000 avlade hon filosofie doktorsexamen i sociologi vid Carleton University.
Bruckert har i många år verkat vid University of Ottawa och 2013 var hon lektor vid dess kriminologiska institution. 2024 hade hon titeln professor på samma institution.
Bruckert är bosatt i Alcove i provinsen Québec, fyra mil norr om Ottawa och på andra sidan Ottawafloden.

### Forskning kring sexbranschen
Sedan början av 1990-talet har Bruckert studerat de olika delarna av sexbranschen. Redan hennes masterexamen från 1991, betitlad Woman as subject/object : a critique of feminist writings on prostitution and pornography, ägnade sig åt delar av sexbranschen och dess hantering i den samtida kulturen. Bruckert har bland annat ägnat sig åt djupintervjuer med personer inom gatuprostitution, striptease och lapdance, olika typer av eskorttjänster, sexköpare, manliga sexarbetare och personer berörda av människohandel.
I början av 2010-talet fick hon och kollegan Tuulia Law statliga forskningsmedel för att genomföra en studio runt administrationen av olika tjänster inom sexbranschen. Resultaten av den treåriga studien presenterades 2013 under titeln Beyond Pimps, Procurers and Parasites: Mapping Third Parties in the Incall/Outcall Sex Industry. I studien betonades att relationerna mellan sexarbetare och olika typer av "kopplare" inte var lika entydiga som i det offentliga samtalet och att maktförhållandena mellan de inblandade kunde variera högst avsevärt. Studien publicerades i samband med rättsfall där Kanadas lagstiftning reformerades. Året efter antogs efter svensk modell en lagstiftning där sexköp kriminaliserades, en lag som därefter fått kritik för att inte skydda dem som arbetar i branschen. Dessutom infördes i det närmaste förbud mot gatuprostitution med hänvisning till barns trygghet.
Vid samma tid författade Bruckert, ensam eller som medförfattare, andra verk med liknande inriktning. 2013 kom även Sex work : rethinking the job, respecting the workers och Managing sex work : information for third parties and sex workers in the incall and outcall sectors of the sex industry. Fem år senare kom både Red light labour : sex work regulation, agency, and resistance och Getting past "the pimp" : management in the sex industry.
Bruckerts engagemang och intresse för de olika aktörerna inom sexbranschen, bland annat i Getting past "the pimp", har lett till medial uppmärksamhet. Kanada präglas av ett samhällelig samtal där kopplare och hallick (engelskans pimp) ofta används som skällsord, medan Bruckert anser att sexbranschen behöver bättre arbetsförhållanden mer än förbjudande lagstiftning. Hon ser också kopplare och administratörer av olika slag (Bruckerts ordval är "tredje part") som ofta nödvändiga delar i hanteringen av försäljning och köp av sexuella tjänster, i likhet med stödjande tjänster i andra yrken och samhällssektorer.
Bruckert ägnar sig även åt deltagande aktionsforskning och är aktiv inom rörelsen för sexarbetares rättigheter.

### Övrig forskning
Bruckert forskar och publicerar rapporter och böcker även runt fångvård som princip och dess konsekvenser för fångarna. 2013 publicerades boken On the outside : from lengthy imprisonment to lasting freedom, två år senare Getting out, staying out : words of wisdom from successful former long-term prisoners. Hennes intresse för problematiken kring könsbaserad våld ledde till boken Women and gendered violence in Canada : an intersectional approach. (2018).

### Böcker
- Bruckert, Chris (2002). Taking it off, putting it on : women in the strip trade.  Women's Press, Toronto. ISBN 9780889614055
- Bruckert, Chris; Hannem, Stacey (2012). Stigma revisited : implications of the mark. University of Ottawa Press, Ottawa [Ont.], ISBN 9780776620022
- Bruckert, Chris, Parent, Colette; Mensah, Maria Nengeh; Corriveau, Patrice; Toupin, Louise (2013). Sex work : rethinking the job, respecting the workers. UBC Press, Vancouver. ISBN 9780774826112
- Munn, Melissa; Bruckert, Chris (2013). On the outside : from lengthy imprisonment to lasting freedom. UBC Press, Vancouver. ISBN 9780774825368
- Clamen, Jennifer M.; Bruckert, Chris; Mensah, Maria Nengeh (2013). Managing sex work : information for third parties and sex workers in the incall and outcall sectors of the sex industry. Social Sciences and Humanities Research Council of Canada, Ottawa. ISBN  9780889274242
- Munn, Melissa; Buchert, Chris (2015). Getting out, staying out : words of wisdom from successful former long-term prisoners.  Melissa Munn, Coldstream, B.C. ISBN 9780981308821
- Durisin, Elya M.; Van der Meulen, Emily; Bruckert, Chris (2018). Red light labour : sex work regulation, agency, and resistance. UBC Press, Vancouver. ISBN 9780774838238
- Bruckert, Chris; Parent, Colette (2018). Getting past "the pimp" : management in the sex industry. University of Toronto Press, Toronto. ISBN 9781487522490
- Bruckert, Chris; Law, Tuulia (2018). Women and gendered violence in Canada : an intersectional approach. University of Toronto Press, Toronto. ISBN 9781442636149

### Avhandlingar, häften och forskningsrapporter (urval)
- Bruckert, Chris (1992). Woman as subject/object : a critique of feminist writings on prostitution and pornography. University of Ottawa. ISBN  9780315705241
- Bruckert, Chris (2001). Stigmatized labour : an ethnographic study of strip clubs in the 1990s (doktorsavhandling). Carleton University, Ottawa. ISBN 9780612523159 (Bruckert, Chris (1 januari 2000). ”Stigmatized labour; an ethnographic study of strip clubs in the 1990s.”. repository.library.carleton.ca. https://repository.library.carleton.ca/concern/etds/05741s066.)
- Bruckert, Chris; Parent, Colette; Royal Canadian Mounted Police Community, Contract and Aboriginal Policing Services Directorate Research and Evaluation Branch (2002). Trafficking in human beings and organized crime : a literature review. Research and Evaluation Branch, Community, Contract and Aboriginal Policing Services Directorate, Royal Canadian Mounted Police, Ottawa.
- Bruckert, Chris; Parent, Colette; Robitaille, Pascale (2003). Erotic service/erotic dance establishments : two types of marginalized labour. Law Commission of Canada.
- Bruckert, Chris; Parent, Colette (2004). Organized crime and human trafficking : tracing perceptions and discourses.  Research and Evaluation Branch, Community, Contract and Aboriginal Policing Services Directorate, Royal Canadian Mounted Police, Ottawa. ISBN 9780662362838
- Bruckert, Chris; Chabot, Frédérique; POWER (Prostitutes of Ottawa/Gatineau Work, Educate and Resist) (2010). Challenges : Ottawa area sex workers speak out. Ottawa.
- Bruckert, Chris; Law, Tuulia; Coherent Digital (2013). Beyond pimps, procurers and parasites.  Canadian Electronic Library, Ottawa. ISBN 9780889274259
- Santor, D., Bruckert, C., & McBride, K. (2019). Facing the facts: The escalating crisis of violence again elementary school educators in Ontario.